# 25515 Briancarey
25515 Briancarey (tên chỉ định: 1999 XU99) là một tiểu hành tinh vành đai chính. Nó được phát hiện bởi dự án Nghiên cứu tiểu hành tinh gần Trái Đất Lincoln ở Socorro, New Mexico ngày 7 tháng 12 năm 1999. Nó được đặt theo tên Brian Carey, giám khảo vòng chung kết ở Cuộc thi tìm kiếm Tài năng Khoa học trẻ Intel năm 2009.